# ريان تايلور (لاعب كرة قدم)
ريان تايلور (بالإنجليزية: Ryan Taylor)‏ (15 يونيو 1990 في الولايات المتحدة - ) هو لاعب كرة قدم أمريكي في مركز حراسة المرمى. لعب مع ريتشموند كيكرز وFredericksburg Hotspur ‏.

## وصلات خارجية
- ريان تايلور على موقع قاعدة بيانات كرة القدم.إي يو (الإنجليزية)
- ريان تايلور على موقع Soccerway.com (الإنجليزية)